# المؤتمر السوري العام

كان من مقررات المؤتمر السوري العام بجلسته في 7 آذار 1920م تتويج الملك فيصل الأول بن الحسين ملكاً على سوريا.

تشكل المؤتمر السوري ويعرف أيضاً باسم «المؤتمر السوري الكبير» في حزيران/يونيو 1919 في دمشق تحضيراً للجنة كينغ - كراين لتقصي الحقائق بشأن مستقبل سوريا بعد زوال الدولة العثمانية (وكانت سوريا حيثما ذكرت تعني بلاد الشام أو سوريا الطبيعية). كان أغلب أعضائه من نواب البلاد السابقين في مجلس المبعوثان (مجلس النواب) العثماني، وبلغ عددهم تسعين عضواً من كافة أنحاء سوريا الحالية ولبنان والأردن وفلسطين. مثل هذا المؤتمر أول برلمانٍ سوري، وفي اجتماعه يومَ الأحدِ (16 جمادى الآخرة 1338هـ/7 آذار/مارس 1920) أعلن هذا المؤتمر أبرز مقرراته وهو استقلال سورية باسم المملكة السورية العربية بحدودها الطبيعية (بما يشمل لبنان، وفلسطين، والأردن، ولواء اسكندرون، والأقاليم السورية الشمالية التي منحت لتركيا من قبل الفرنسيين في اتفاقية أنقرة (1921)، واعترفت بها معاهدة لوزان (1923) بين تركيا والحلفاء)، ومناداتها بالأمير فيصل بن الحسين ملكاً عليها. تلا محمد عزة دروزة سكرتير المؤتمر مندوب نابلس القرار على الجماهير الحاشدة في ساحة المرجة من شرفة مبنى بلدية دمشق يوم الاثنين 8 مارس/آذار 1920. دعا المؤتمر خلال جلساته إلى الوحدة العربية وخصوصاً بين سوريا (بحدودها الطبيعية) والعراق.
أظهر المشاركون التأييد الساحق لمطالب الأمير فيصل بن الحسين في مؤتمر السلام في باريس بدولةٍ عربيةٍ موحدة جنوب خط اسكندرونة - ديار بكر، وأقر المؤتمر أن «ليس ثمة انفصال للجزء الجنوبي من سورية والمعروف باسم فلسطين، ولا للمنطقة الساحلية الغربية والتي تشمل لبنان عن البلاد السورية» واستجابةً لذلك أوصت لجنة كينغ - كراين بأنه «ينبغي الحفاظ على وحدة سوريا».
يعتبر المؤتمر السوري العام أول برلمانٍ وطني في تاريخ سوريا، تمثلت فيه كل التيارات السياسية والطوائف، وكان فيه نائبٌ عن اليهود، ولكي يضع بريطانيا وفرنسا أمام الأمر الواقع صوّت على قانون إعلان استقلال سوريا الطبيعية باسم المملكة السورية العربية في 7 آذار/مارس 1920 وتحول بذلك إلى مجلسٍ تأسيسي وشكل لجنةً لوضع أول دستورٍ للبلاد، وقد ترأسه محمد فوزي العظم (والد خالد العظم الوزير والسياسي المعروف ورئيس الوزارة) حتى وفاته في تشرين الأول/أكتوبر 1919، ليخلفه هاشم الأتاسي من تشرين الأول/أكتوبر 1919 إلى 3 مايو/أيار 1920 عندما ترك المنصب ليشكل الوزارة، وخلفه محمد رشيد رضا (من قرية القلمون قضاء طرابلس الشام).
وكان مرعي باشا الملاح ويوسف الحكيم نائبي الرئيس.

## نظام المؤتمر

### المكان والرئاسة

قاعة النادي العربي مكان انعقاد جلسات المؤتمر.

عقد المؤتمر اجتماعاته مؤقتاً (شُيّد مبنى المجلس النيابي الحالي عام 1928- في النادي العربي بدمشق في شارع بورسعيد حالياً فوق سينما الأهرام. وجرت انتخابات رئاسة المؤتمر ونيابة الرئاسة والسكرتارية وفاز فيها على التوالي محمد فوزي باشا العظم وعبد الرحمن باشا اليوسف ومحمد عزة دروزة. وسرعان ما توفي العظم في تشرين الأول/أكتوبر 1919، فانتخب هاشم الأتاسي رئيساً، وفي 10 آذار/مارس 1920 عقب إعلان الاستقلال شُكلت لجنة كتابة الدستور من سبعة أعضاءٍ وانتخب هاشم الأتاسي لرئاستها، ومن أعضائها وصفي الأتاسي، وسعد الله الجابري، وحكمت الحراكي والتي وضعت دستوراً من ثمانٍ وأربعينَ ومئةِ (148) مادةٍ في 13 تموز/يوليو 1920 (قبل أحد عشر يوماً من معركة ميسلون). قرر الدستور في المادةِ الأولى: «إن حكومة المملكة السورية العربية حكومة ملكية مدنية نيابية عاصمتها دمشق الشام»، وأوردت المادة الثانية: «المملكة السورية تتألف من مقاطعاتٍ تشكل وحدةً سياسيةً لا تقبل التجزئة»، وقُصِد بها سوريا الطبيعية -التي تضم الكيانات الحالية سوريا (بما فيها قيليقية) وفلسطين ولبنان والأردن- مملكةً دستوريةً مستقلةً من دون أي ادعاءاتٍ خارجيةٍ أو معاهداتٍ تنتقص من هذا الاستقلال.
تولى رئاسة المؤتمر السوري العام الشيخ رشيد رضا عقب تشكيل هاشم الأتاسي الوزارة في 3 أيار/مايو 1920.[بحاجة لمصدر]

هاشم الأتاسي رئيس المؤتمر رئيس لجنة كتابة دستور المملكة السورية العربية.

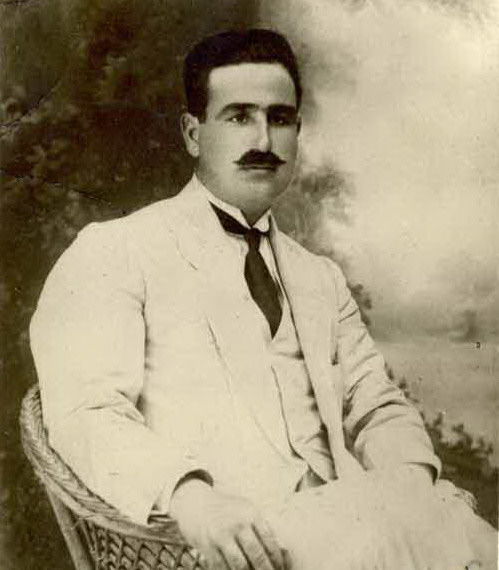
حكمت الحراكي ممثل معرة النعمان وعضو لجنة كتابة الدستور.

### المندوبون والمشاركون

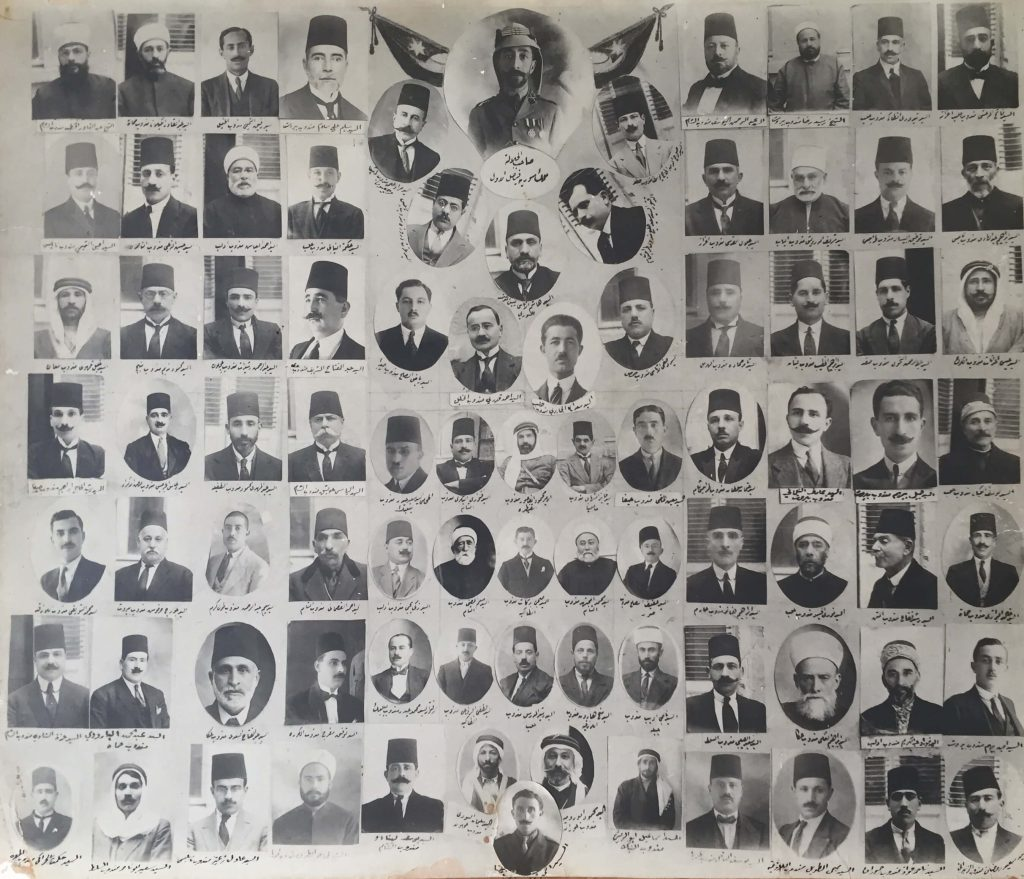
لوحة تظهر مندوبي المناطق السورية المشاركين في المؤتمر السوري العام

من أبرز أعضاء المؤتمر السوري الكبير محمد فوزي العظم وتاج الدين الحسني عن دمشق، وإبراهيم هنانو عن قضاء حارم، وسعد الله الجابري، ورضا الرفاعي، ومرعي باشا الملاح، والدكتور عبد الرحمن الكيالي عن حلب، وعبد القادر الكيلاني عن حماة، وأمين الحسيني عن القدس، ومحمد عزة دروزة عن نابلس، وصبحي بركات عن أنطاكية، وحكمت الحراكي عن معرة النعمان ونواحيها الثلاث. كان الممثلون يحملون توكيلاتٍ من جمعياتهم أو أندية مدنهم أو موقعةً من العديد من ذوي الرأي والشأن في مناطقهم، وشكّلت لجنة للتدقيق في وثائق توكيلهم، ضم المؤتمر تسعين عضواً ذكر محمد عزة دروزة في مذكراته أسماء سبعة وثمانين شخصاً منهم ممن تذكر حضورهم. كما ذكر أن تمثيل فلسطين وسوريا الداخلية كان أفضل من تمثيل الساحل السوري (ومنه لبنان) بسبب وقوع تلك المناطق تحت الاحتلال الفرنسي الذي منعهم من المشاركة. أما المندوبون فهم:
- الممثلون عن دمشق:

محمد فوزي باشا العظم، فوزي البكري، عبد القادر الخطيب، تاج الدين الحسني، محمود البارودي، أحمد القضماني، مسلم الحصني، عبد الرحمن باشا اليوسف، إلياس عويشق وعزة عن مسيحيي دمشق، يوسف لينادو عن يهود دمشق.
- الممثلون عن حلب:

مرعي باشا الملاح، سعد الله الجابري، رشيد المدرس، تيودور الأنطاكي، حكمت النيّال الحِراكي، يوسف الكيالي، نوري الجسري.
- الممثلون عن حمص:

هاشم الأتاسي، وصفي الأتاسي، مظهر رسلان، مرشد سمعان.
- الممثلون عن دير الزور:

فاضل العبود.
- الممثلون عن حماة:

خالد البرازي، عبد الحميد البارودي، الشيخ عبد القادر الكيلاني.
- الممثلون عن بيروت:

سليم علي سلام، عارف النعماني، جميل بيهم، أمين بيهم، جورج حرفوش.
- الممثلون عن القدس:

راغب النشاشيبي، سعيد الحسيني، عارف الدجاني، يعقوب فراج.
- الممثلون عن يافا:

الشيخ راغب الدجاني، يوسف العيسى.
- الممثلون عن حيفا:

رشيد الحاج إبراهيم، معين الماضي.
- الممثلون عن نابلس:

محمد عزة دروزة، إبراهيم القاسم، عادل زعيتر، أمين التميمي.
- الممثلون عن طولكرم:

سعيد الكرمي، سليم الحاج إبراهيم.
- الممثلون عن الخليل:

أمين التميمي، كما انتدبت شخصيتان عن الخليل ليستا من المدينة وهما: أحمد قدري، ورفيق التميمي.
- الممثلون عن طرابلس:

رشيد رضا، توفيق البيسار، عثمان سلطان، يوسف الحكيم، الشيخ عبد المجيد المغربي.
الممثلون عن اللاذقية
محمد الخير، محمد الشريقي، منح هارون، صبحي الطويل.
- الممثلون عن صيدا وصور:

رضا الصلح، رياض الصلح، عفيف الصلح.
- الممثلون عن أنطاكية:

صبحي بركات، مصطفى لطفي الرفاعي.
الممثلون عن إدلب
زكي يحيى، فؤاد عبد الكريم، أحمد العياشي.
الممثلون عن حوران
فارس الأحمد الزعبي، ناصر الزعبي، عبد الرحمن الزعبي.
الممثلون عن السلط
سعيد أبو ناجي، سعيد الصليبي.
الممثلون عن جبل لبنان
الدكتور سعيد طليع، الشيخ إبراهيم الخطيب.
الممثلون عن اعزاز
فاتح المرعشي، جلال القدسي.
ممثلون عن مناطق أخرى (مندوب واحد عن كل منطقة)
- الأمير محمود الفاعور بني العباس عن القنيطرة
- عبد الرحمن ارشيدات عن إربد
- شريف الدرويش عن الباب
- ناجي علي أديب عن جبلة
- إبراهيم هنانو عن حارم
- فائز الشهابي عن حاصبيا
- دعاس الحاج حسن عن حصن الأكراد
- محمود الشيشكلي عن دوما
- سليمان السودي عن عجلون
- عبد الفتاح الشريف عن عكار
- عيسى مدانات عن الكرك
- توفيق مفرج عن الكورة
- رشيد نفاع عن المتن
- مراد غلمية عن مرجعيون
- خليل التلهوني عن معان
- حكمت الحراكي عن معرة النعمان
- محمود نديم عن منبج
- خليل أبو الريش عن النبك

## المقررات
صدر عن هذا المؤتمر، الذي كان له أكبر الأثر في الحياة السياسية لـ «سوريا» ما بعد العثمانية والتي أجهضها الحلفاء بفرضهم تظبيق اتفاقية سايكس-بيكو:
1. إعلان استقلال سوريا والاعتراف بها دولة موحدة، والمطالبة برفع الحواجز الجمركية. أقر المؤتمر ذلك في جلسته الطويلة التي عقدها ليلة السابع من أذار/مارس 1920.
2. رفض اتفاقية سايكس بيكو ووعد بلفور، وكل المشاريع الهادفة إلى تقسيم البلاد.
3. رفض الوصاية السياسية التي ينطوي عليها نظام الانتداب.
4. مد يد الصداقة لكل دولة، وقبول المعونة منها شريطة ألا تنتقص هذه المعونة من استقلال البلاد واستقلال قرارها، وألا تؤثر على الوحدة الوطنية للشعب مع رفض أية معونة فرنسية مهما كان شكلها.

### بيان استقلال سورية
رفع القرار إلى الأمير فيصل في مقره حيث قرأه عليه رئيس المؤتمر هاشم الأتاسي، وفي صباح يوم الاثنين 8 آذار/مارس 1920 تلا محمد عزة دروزة القرار من شرفة دار بلدية دمشق الواقعة غربي ساحة المرجة بينها وبين مبنى السرايا الغثمانية الحكومية (وزارة الداخلية اليوم) على الجماهير المحتشدة في ساحة المرجة.